# Velito Cruz
Velito Cruz (sinh ngày 5 tháng 1 năm 1991 ở Goa) là một cầu thủ bóng đá người Ấn Độ thi đấu ở vị trí tiền vệ cho Dempo ở I-League 2nd Division.

## Sự nghiệp

### Sporting Goa
Cruz ra mắt cho Sporting Goa ở I-League ngày 2 tháng 11 năm 2013 trước Pune trên Sân vận động Duler khi anh vào sân từ ghế dự bị cho Victorino Fernandes ở phút 78; và Sporting Goa giành chiến thắng 2–0.

## Thống kê sự nghiệp
Tính đến 28 tháng 4 năm 2014
| Câu lạc bộ          | Mùa giải            | Giải vô địch        | Giải vô địch | Giải vô địch | Cúp Liên đoàn | Cúp Liên đoàn | Cúp Durand | Cúp Durand | AFC       | AFC     | Tổng      | Tổng |
| Câu lạc bộ          | Mùa giải            | Số trận             | Bàn thắng    | Số trận      | Bàn thắng     | Số trận       | Bàn thắng  | Số trận    | Bàn thắng | Số trận | Bàn thắng |      |
| ------------------- | ------------------- | ------------------- | ------------ | ------------ | ------------- | ------------- | ---------- | ---------- | --------- | ------- | --------- | ---- |
| Sporting Goa        | 2013-14             | 10                  | 0            | 0            | 0             | 0             | 0          | -          | -         | 10      | 0         |      |
| Sporting Goa        | 2014–15             | 6                   | 0            | 0            | 0             | 0             | 0          | –          | –         | 6       | 0         |      |
| Tổng cộng sự nghiệp | Tổng cộng sự nghiệp | Tổng cộng sự nghiệp | 16           | 0            | 0             | 0             | 0          | 0          | 0         | 0       | 16        | 0    |